# إغناسي لوكاسيفيتش
جان جوزيف إغناسي لوكاسيفيتش (بالبولندية: Jan Józef Ignacy Łukasiewicz); ولد 1822 - توفي 1882) هو صيدلي بولندي ورائد في مجال الصناعة النفطية، أنشأ في عام 1856 أول مصفاة لـ تكرير النفط في العالم. ومن بين إنجازاته الأخرى اكتشافه لطريقة فصل الكيروسين عن النفط السائل واختراع مصباح الكيروسين العصري (1853) وإنتاج أول مصباح شوارع حديث في أوروبا (1853) فضلاً عن إنشائه لأول بئر نفط في بولندا (1854).
كون لوكاسيفيتش ثروة هائلة وأصبح أحد أهم رجال البر والإحسانفي منطقة غاليسيا. ونظرًا لإسهاماته في دعم التطور الاقتصادي في المنطقة، انتشرت مقولة مفادها أن كل الطرق المرصوفة قد أنشئت بفضل الأموال التي كان يتبرع بها من الجلدن.

## السيرة الذاتية

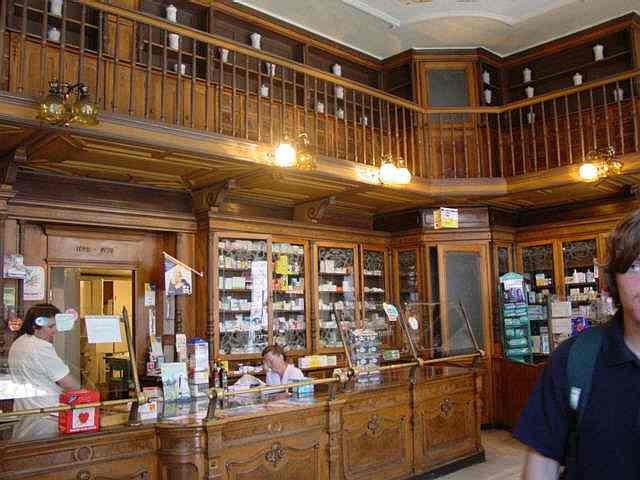
صيدلية ميكولاش

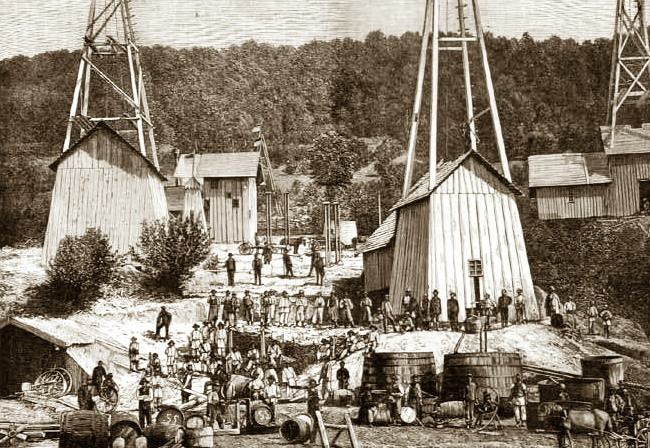
آبار النفط في غاليسيا

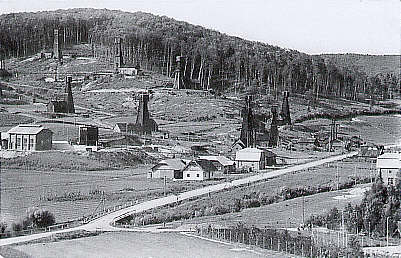
آبار النفط في جرابونيكا; في ثلاثينيات القرن العشرين

ولد إغناسي لوكاسيفيتش في 8 مارس 1822 في زادوسينكي بالقرب من ميليك في الإمبراطورية النمساوية (وذلك بعد تقسيم بولندا). كانت أمه أبولونيا ني سويتليك (Apolonia née Świetlik) وكانت من ضمن صفوة المثقفين على المستوى المحلي وكان أبوه جوزيف لوكاسيفيتش أرميانز (Józef Łukasiewicz Armeians) صاحب صولات وجولات في انتفاضة كوشيسكو. قام أبواه بتأجير منزل ريفي صغير في زادوسينكي، ولكن انتقلا بعد ولادته بفترة قصيرة إلى جيشوف نظرًا للمتاعب المادية التي واجهاها. بدأ ابنهما إغناسي دراسته في الجيمنازيوم ولكنه اضطر لمغادرتها في 1836. وسعيًا لمساعدة والديه، انتقل إغناسي لوكاسيفيتش إلى وانشوت حيث بدأ في العمل كمساعد صيدلاني. وفي الوقت نفسه بدأ في الانضمام إلى عدة منظمات سياسية تدعو إلى فكرة إعادة المجد والسيادة البولندية. وفي عام 1840، عاد إلى جيشوف حيث واصل ممارسة مهنة الصيدلة في صيدلية إدوارد هابل. وشهد العام 1845 لقاءه مع إدوارد ديمبوفسكي (Edward Dembowski), الذي ساعد لوكاسيفيتش في الانضمام إلى مركز المؤسسة الديموقراطية البولندية المحظورة قانونًا. كانت هذه المؤسسة تهدف إلى الإعداد لانطلاق الانتفاضة الشعبية ضد القوى الساعية لتقسيم بولندا. ولهذا السبب، وفي 19 فبراير 1846، ألقت السلطات النمساوية القبض على لوكاسيفيتش وزجت به إلى السجن في مدينة لفيف. وفي 27 ديسمبر 1847، أطلق سراحه من السجن نظرًا لافتقاد الأدلة ولكنه صنف لبقية حياته كعنصر غير مأمون سياسيًا. كما صدرت له أوامر بعدم مغادرة مدينة لفيف.
وهناك بدأ لوكاسيفيتش في العمل في صيدلية بود سلوت غفيشا التي يملكها بيوت ميكولاش. وأمام ضغط وإصرار شديدين، سُمح للوكاسيفيتش بمغادرة لفيف والالتحاق بـ جامعة كراكوف. وبعد عدة سنوات قضاها في الدراسة، وكان ميكولاش هو مموله الرئيسي، نجح في اجتياز كل امتحاناته الجامعية فيما عدا مادة علم العقاقير التي حالت دون تخرجه. وفي نهاية الأمر، تمكن لوكاسيفيتش من التخرج من كلية الصيدلة في جامعة فيينا. ثم عاد بعد ذلك إلى لفيف. كان لوكاسيفيتش مغرمًا بشدة بموضوع الطاقات الكامنة في النفط السائل كبديل رخيص لـ زيت الحوت باهظ التكلفة. وفي عام 1853، تمكن جان زي, ورفيقه لوكاسيفيتش لأول مرة في العالم من استخراج الكيروسين من النفط السائل، ولكن من المعروف أن الكندي أبراهام جيشنر هو أول من استخرج الكيروسين من الفحم في عام 1846. وفي 31 يوليو 1853، قدم لوكاسيفيتش مصباح كيروسينإلى مستشفى محلي لإضاءة غرفة عمليات لإجراء جراحة طارئة. ويمثل هذا التاريخ بداية صناعة النفط الحديثة.
وفي بداية عام 1854، انتقل لوكاسيفيتش إلى جورليز التي واصل عمله منها. فقام بإنشاء عدة شركات مع رجال أعمال وملاك أراضٍ. وفي العام نفسه، افتتح أول "منجم" نفط في العالم في بوبركا بالقرب منكروسنو (واستمر هذا البئر في العمل حتى عام 2006). وفي الوقت نفسه واصل لوكاسيفيتش عمله في مجال مصابيح الكيروسين. وفي أواخر العام نفسه، احتفل بتركيب أول مصابيح كيروسين في شارع زاودزي في مدينة جورليز. وفي الأعوام التالية، افتتح عددًا آخر من آبار النفط حيث كان كل منها عبارة عن مشروع مشترك مع العديد من التجار ورجال الأعمال المحليين. وفي عام 1856 وفي مدينة واشووايس بالقرب من غاسلو قام بافتتاح «مصفاة تكرير نفط» والتي تعد أول مصفاة تكرير نفط على مستوى العالم. وفي ظل انخفاض مستوى الطلب على الكيروسين، دأبت المصفاة بداية على إنتاج الأسفلت الاصطناعي وزيوت الماكينات وزيوت التشحيم. وانهارت المصفاة تمامًا في حريق أصابها في عام 1859، ولكن أعيد بناؤها في بولنكا بالقرب من كروسنو في العام التالي.
وفي عام 1863، صار لوكاسيفيتش من أثرى الأثرياء، وكان في تلك الآونة قد انتقل إلى غاسلو في عام 1858. أعلن مساندته الصريحة لـ انتفاضة يناير ودعم اللاجئين ماليًا. وفي عام 1856 اشترى بيتًا ريفيًا كبيرًا في قرية شوركوكا. وهناك قام بإنشاء مصفاة تكرير نفط أخرى. ونظرًا لتمتعه بثروة طائلة تعد الأعلى في غاليسيا، شجع لوكاسيفيتش تطوير صناعة النفط في منطقتي دوكلا وجورليز. وسمح للعديد من شركات التنقيب عن النفط باستغلال اسمه في المنطقة، بما في ذلك آبار النفط في روبيانكا وويلزنيا وروبا ووتجوا. وأصبح هو رجل البر والإحسان الرئيس في المنطقة وأنشأ منتجعًا صحيًا في بوبركا إلى جانب كنيسة صغيرة في شوركوكا وكنيسة كبرى في زرينشن. وبصفته أحد رجال الأعمال الذين يُشار إليهم بالبنان، انتُخب عضوًا في برلمان غاليسيا. وفي عام 1877، أسهم لوكاسيفيتش في عقد المؤتمر الأول لصناعة النفط وأسس الجمعية الوطنية للنفط. توفي إغناسي لوكاسيفيتش في شوركوكا في 7 يناير 1882 إثر إصابته بمرض ذات الرئة. ودُفن في مقبرة صغيرة في زرينشن بجوار كنيسة جوثيك ريفافل التي أسسها.

## اقتباسات
This liquid is the future wealth of the country, it's the wellbeing and prosperity of its inhabitants, it's a new source of income for the poor, and a new branch of industry which shall bear plentiful fruit. - 1854»

## وصلات خارجية
- The Petroleum Trail
- Pressure Lamp website
- Historic Lamp forum